# Xyza Cruz Bacani
Xyza Cruz Bacani (née en 1987) est une photographe philippine. 

## Biographie
Ancienne servante dans une famille, Xyza Cruz Bacani se fait connaître pour ses photographies. Elle est spécialisée des scènes de rue. Elle devient particulièrement célèbre pour ces clichés en noir et blanc des rues de Hong Kong. 
Elle est membre de la fondation des droits de l'homme de Magnum (en). Une résolution en sa faveur a été passé par la Chambre des représentants des Philippines. 
Xyza fait partie du palmarès 100 Women (BBC) en 2015. Elle est Fujifilm Ambassador.